# Efeito Matilda
O Efeito Matilda é o preconceito frequente contra reconhecer as contribuições de mulheres cientistas em pesquisas, cujo trabalho é frequentemente atribuído aos seus colegas homens. O efeito foi inicialmente descrito pela sufragista e abolicionista do século XIX, Matilda Joslyn Gage, no seu ensaio "Woman as Inventor", e cunhado em 1993 pela historiadora da ciência Margaret W. Rossiter.

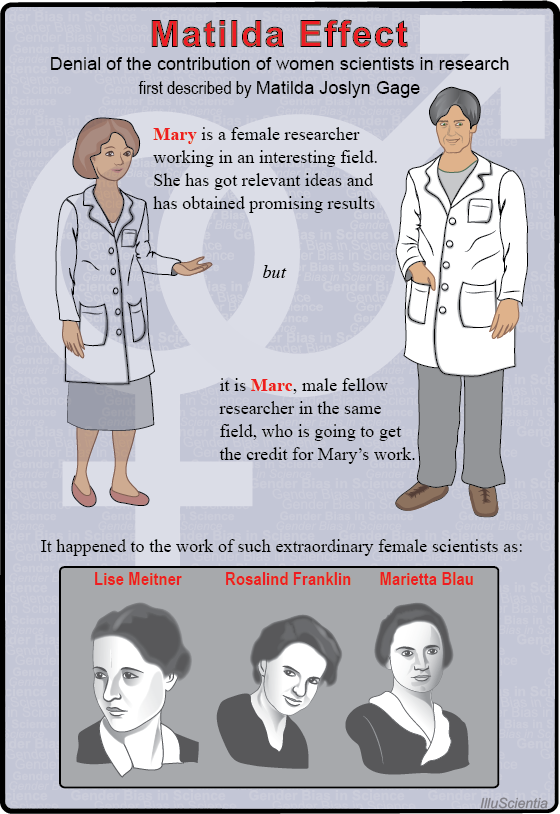
Matilda Effect

O efeito Matilda está relacionado com o efeito Mateus, uma vez que cientistas eminentes frequentemente recebem mais crédito do que um pesquisador comparativamente desconhecido, mesmo que seu trabalho seja em conjunto ou similar.
Rossiter apresenta ´diversos exemplos deste efeito: Trotula, uma médica italiana (século XI-XII), escreveu livros que foram atribuídos a autores homens após a sua morte, e a hostilidade contra as mulheres levou professores e médicos a negarem até mesmo a sua existência.  Casos do século XX ilustrando o efeito Matilda incluem os de Nettie Stevens, Maria Skłodowska Curie (ela foi incluída no prêmio Nobel de Física em 1903 apenas pela insistência de um membro do comitê - o matemático sueco Magnus Goesta Mittag-Leffler— e de seu marido Pierre Curie), Lise Meitner, Marietta Blau, Rosalind Franklin, e Jocelyn Bell Burnell.

## Pesquisas
Foi demonstrado a partir da análise de mais de mil publicações científicas entre 1991 a 2005, que cientistas homens citam mais frequentemente publicações de autores homens do que publicações de autoras mulheres. Em 2012, duas pesquisadoras da Radboud University Nijmegen mostraram que na Holanda o sexo dos candidatos ao cargo de professor influencia na avaliação feita deles. Casos similares são descritos em um estudo italiano corroborados também por estudos nos Estados Unidos e Espanha.
Pesquisadores suíços demonstraram que a os meios de comunicação tradicionais pedem contribuições nos programas de cientistas homens mais frequentemente que às suas colegas cientistas mulheres.
Cientistas homens nos Estados Unidos recebem mais reconhecimento e prêmios que suas colegas mulheres, mesmo com feitos similares. Essa diferença tem diminuído: era mais pronunciada nos anos 90 do que nos anos 2000.

## Exemplos
Exemplos famosos de mulheres na história da ciência incluem:
- Trotula - médica italiana que viveu entre o século XI E XII, autora de trabalhos que após a sua morte começaram a ser publicados e atribuídos a autores homens. Para dar mais suporte a ideia da autoria masculina, a própria existência da autora foi questionada.
- Rosalind Franklin - atualmente reconhecida como uma das principais responsáveis pela descoberta da estrutura do DNA. Na época da descoberta, por Francis Crick e James Dewey Watson não foi dado o crédito apropriado ao seu trabalho.
- Gerty Cori - trabalhou por anos como assistente de seu marido apesar de ter igual qualificação para o cargo de professora universitária.
- Harriet Zuckerman - como resultado do efeito Matilda, Zuckerman também é creditada por seu marido Robert K. Merton como co-autora do efeito Mateus.[10]
- Mary Whiton Calkins - Descobriu que estímulos associados com outros estímulos vívidos eram lembrados mais facilmente. Também descobriu que a duração da exposição levava a uma melhor lembrança. Essas descobertas, junto com seu método de associação-emparelhada mais tarde seriam usadas por Georg Elias Müller e Edward B. Titchener sem dar quaisquer créditos a Calkins.
- Marthe Gautier - exemplo recentemente revelado do efeito Matilda. Gautier é atualmente reconhecida por seu importante papel na descoberta da anormalidade cromossômica que causa a síndrome de Down, que era atribuída exclusivamente a Jérôme Lejeune.
- Nettie Stevens - seus cruciais estudos de invertebrados demonstraram que o sexo dos organismos é determinado pelos cromossomos ao invés de fatores ambientais pela primeira vez. Stevens influenciou grandemente a transição da comunidade científica para essa nova linha de investigação: determinação cromossômica do sexo.[11] No entanto, Thomas Hunt Morgan, um geneticista distinto da época, é geralmente dado o crédito por essa descoberta.[12] Apesar do seu trabalho extensivo no campo da genética, as contribuições de Stevens para o trabalho de Morgan são frequentemente ignoradas.[13]
- Programadoras do ENIAC - muitas mulheres contribuíram substancialmente com o projeto, incluindo Adele Goldstine, Kay McNulty, Betty Jennings, Betty Snyder, Marlyn Wescoff, Fran Bilas e Ruth Lichterman, mas as histórias do ENIAC não costumam mencionar essas contribuições, e costumam focar nos feitos de hardware e não de software.Mais informações podem ser encontradas no ensaio de Jennifer S. Light, "When Computers Were Women",[14] e no documentário de 2014 do projeto de programadores do ENIAC.

Exemplos de cientistas homens favorecidos em relação a mulheres cientistas pelo prêmio Nobel:
- Em 1934, o prêmio Nobel de fisiologia e medicina foi dado a George Whipple, George Richards Minot e William P. Murphy. Eles sentiram que sua colega Frieda Robscheit-Robbins foi excluída devido a seu sexo e dividiram o prêmio com ela. Ela foi co-autora de quase todas as publicações de Whipple.
- Em 1944, o prêmio Nobel de física foi dado a Otto Hahn exclusivamente. Lise Meitner trabalhou com Hahn e firmou as fundações teóricas da fissão nuclear e cunhou o termo "fissão nuclear." Meitner não foi reconhecida pelo comitê do Nobel devido ao seu gênero e parcialmente devido a sua identidade judia na Alemanha Nazista. Ela foi afetada pela Lei de restauração do serviço profissional civil, que proibia judeus de ocuparem cargos relacionados ao governo, incluindo como pesquisadores. Inicialmente, a sua cidadania Austríaca a protegeu da perseguição, porém ela fugiu da Alemanha depois da anexação da Áustria em 1938.[15]
- Em 1950, Cecil Powell recebeu o Prêmio Nobel de Física por desenvolver o método fotográfico de estudar processos nucleares que resultou na descoberta do píon (pi-meson). Marietta Blau foi pioneira neste campo. Erwin Schrödinger a indicou para o prêmio junto com Hertha Wambacher, mas ambas foram excluídas.[16]
- Em 1956, dois físicos estadunidenses, Tsé-Tung Lee e Chen Ning Yang, previram a violação da lei da paridade em interações fracas e sugeriram um experimento para verificar isso. Em 1957, Chien-Shiung Wu realizou o experimento necessário em colaboração com o National Institute of Standards and Technology e demonstrou a violação da paridade no caso de emissões beta.  O prêmio Nobel de física de 1957 foi entregue aos cientistas homens, e Wu foi omitida. Ela recebeu o Wolf Prize em 1987 em reconhecimento pelo seu trabalho.[17]
- Em 1958, Joshua Lederberg dividiu o prêmio Nobel de Fisiologia e Medicina com George Beadle e Edward Tatum. Os microbiologistas Joshua Lederberg e sua esposa Esther Lederberg, junto com Beadle e Tatum, desenvolveram um método de replicação, transferindo bactérias de uma placa petri para outra, o que é vital para o atual entendimento da resistência a antibióticos.[12] No entanto, Esther Lederberg não foi reconhecida pelo seu trabalho vital nesse projeto de pesquisa; sua contribuição foi fundamental para a implementação bem-sucedida da teoria.[18] Além disso, ela não recebeu reconhecimento para a sua descoberta da  lambda phage ou seus estudos do F fertility factor que criou uma fundação para futuras pesquisas sobre genética e bactérias.[12][19]
- Em 1974, Jocelyn Bell Burnell descobriu as primeiras pulsares. Por essa descoberta, seu supervisor Antony Hewish e Martin Ryle foram premiados com o prêmio Nobel, citando Ryle e Hewish como pioneiros no trabalho de rádio-astrofísica. Burnell foi deixada de fora. Sendo estudante de PhD na época da descoberta, ela sentiu que o trabalho intelectual foi feito principalmente pelo seu supervisor mas a sua omissão foi refutada por vários astrônomos proeminentes, incluindo Sir Fred Hoyle.  Dr. Iosif Shklovsky, que recebeu a Bruce Medal em 1972 procurou Bell na International Astronomical Union's General Assembly de 1970, para falar a ela: "Senhorita Bell, você fez a maior descoberta astronômica do século XX."

Ben Barres, que é neurobiólogo na Stanford e transicionou de mulher para homem, falou sobre sua experiência de seus feitos serem percebidos diferentemente dependendo do gênero associado a si.